# 下橄榄核
下橄榄核（Inferior olive），是脑的延髓的一个神经核团，會与較小的上橄榄核一同形成橄榄体。下橄欖核負責整合感覺和運動訊息，為小腦輸入信息的主要來源。舌下神經核的神經節會在下橄欖核及椎體束之間的穿出離開腦幹，即舌下神經

## 解剖
下橄榄核的基本解剖构造是呈褶皱装的层体结构，並在延髓较锥体较为外侧的部位形成一个具開口的不完整囊状结构。结构的开口朝向內側，称为核門（hilum）。核門會朝小腦方向发出大量神经纤维，稱為橄榄小脑束，在中缝与对侧的橄榄小脑束交叉后，进入下小脑脚，上行至小脑。
進入腦幹之後的神經纖維被稱為攀援纖維，並與小腦的蚓狀部、正中旁小葉，和小腦半球的皮質形成突觸。

## 功能
下橄榄核是小脑爬行纤维的来源。下橄榄内的神经元被认为是编码运动过程中的“误差信息”。这些信息通过橄榄小脑束被输送到小脑皮层和深部核团，进行进一步处理来辅助运动控制和运动学习。

## 相关病变
下橄榄核的萎缩导致进行性核上性麻痹。

## 更多图片

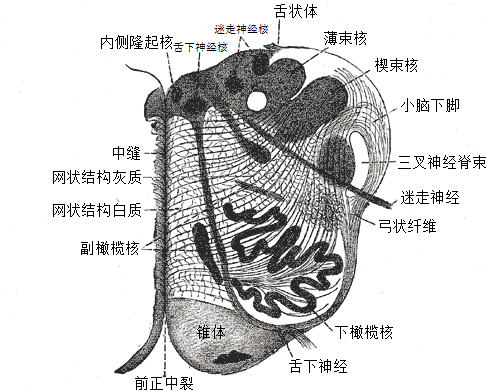
延髓在下橄榄正中水平的横切面。
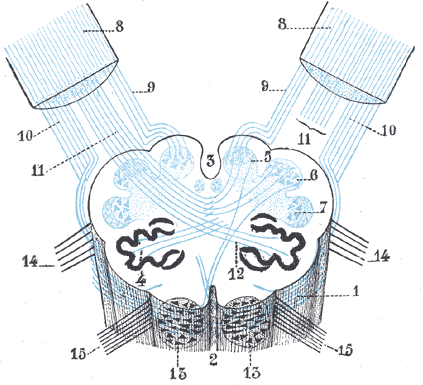
该图显示发自下橄榄脐部的橄榄下脑束纤维。
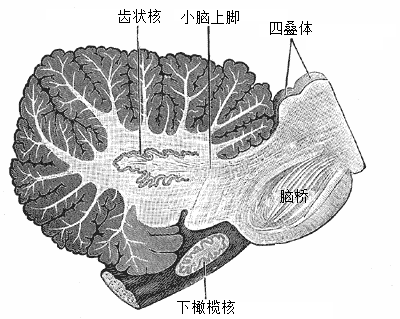
右侧延髓和小脑矢切面，下橄榄也被切开。
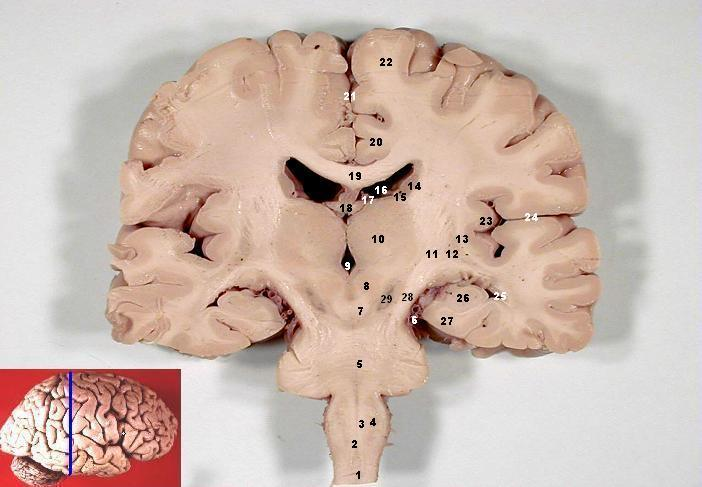
Human brain frontal (coronal) section

## 外部連結
- Template:NeuroanatomyWisc